# Арнон (Шер)
Арнон (фр. Arnon) је река у Француској. Дуга је 151 km. Улива се у Шер. 